# Blois-sur-Seille
Blois-sur-Seille è un comune francese di 101 abitanti situato nel dipartimento del Giura nella regione della Borgogna-Franca Contea.

## Storia

### Simboli
Lo stemma ufficiale è stato approvato dalla seduta del consiglio comunale del 2 ottobre 2020.
Il lupo fa riferimento all'origine del nome (blez significa "lupo" in celtico) poiché la valle, quando venne popolata a partire dall'anno 900 da monaci insediatisi nell'abbazia di Baume-les-Messieurs, doveva essere particolarmente inospitale e popolata da lupi.
La ruota idraulica illustra la storia industriale del villaggio, che raggiunse il suo apice nel primo quarto del XX secolo: nel comune erano presenti la fucina Breton (che fino al 1967 produceva aratri e attrezzi agricoli), il mulino per farina Marguet e la fabbrica di zoccoli e tornitura Bailly.
Il tralcio di vite ricorda l'attività vitivinicola della valle, florida fino agli anni '80 del Novecento.
Il bidone di latte simboleggia l'agricoltura, l'allevamento e la produzione di formaggi.
La spada è quella di Giovanna d'Arco la cui statua adorna la piazza centrale del paese dal 1895. Il colore azzurro e la forma ondulata della troncatura rappresentano il fiume Seille.
Gli smalti azzurro e oro ricordano l'appartenenza del comune alla Franca Contea.

## Società

### Evoluzione demografica
Abitanti censiti